# Carbonyl-amine-condensatiereactie
Bij carbonyl-amine-condensatiereacties wordt een nucleofiele additie aan een carbonylgroep gevolgd door een dehydratatiereactie. Dit komt met name voor bij de reacties van derivaten van ammoniak, RNH2, met een keton of aldehyde. De additie wordt gevolgd door dehydratatie. Het product is een derivaat van een imine. 

## Mechanisme van de carbonyl-amine-condensatiereactie
Het mechanisme van de carbonyl-amine-condensatiereactie is in het volgende reactieschema beschreven:
Protonering van de carbonylgroep maakt de aanval van het nucleofiele amine op het koolstofatoom van de carbonylgroep gemakkelijker, omdat het koolstofatoom nog elektrondeficiënter is dan in het normale geval. Protonering van het stikstofatoom van het amine verlaagt de concentratie van het nucleofiele amine. Lage pH bevordert dus de protonering van de carbonylgroep, maar bij hoge pH is de concentratie van het nucleofiele amine groter. Als gevolg hiervan verloopt de reactie het best bij een pH tussen 4 en 5.

## Voorbeelden van carbonyl-amine-condensatiereacties
Als de R in RNH2 in het hiervoor beschreven reactiemechanisme een alkyl- of arylgroep is, ontstaat een Schiff-base.
In het volgende schema is te zien dat een oxim ontstaat bij reactie van een keton met hydroxylamine; met fenylhydrazine ontstaat een fenylhydrazon en met semicarbazide wordt een semicarbazon gevormd.